# Castile (village, New York)
Ne doit pas être confondu avec Castile (ville, New York).
Castile est un village du comté de Wyoming, dans l'État de New York, aux États-Unis,. En 2010, il compte une population de 1 015 habitants.

## Démographie
Lors du recensement de 2010, le village comptait une population de 1 015 habitants, tandis qu'en 2016, elle est estimée à 979 habitants.